# Náoussa (Paros)
Pour les articles homonymes, voir Náoussa.

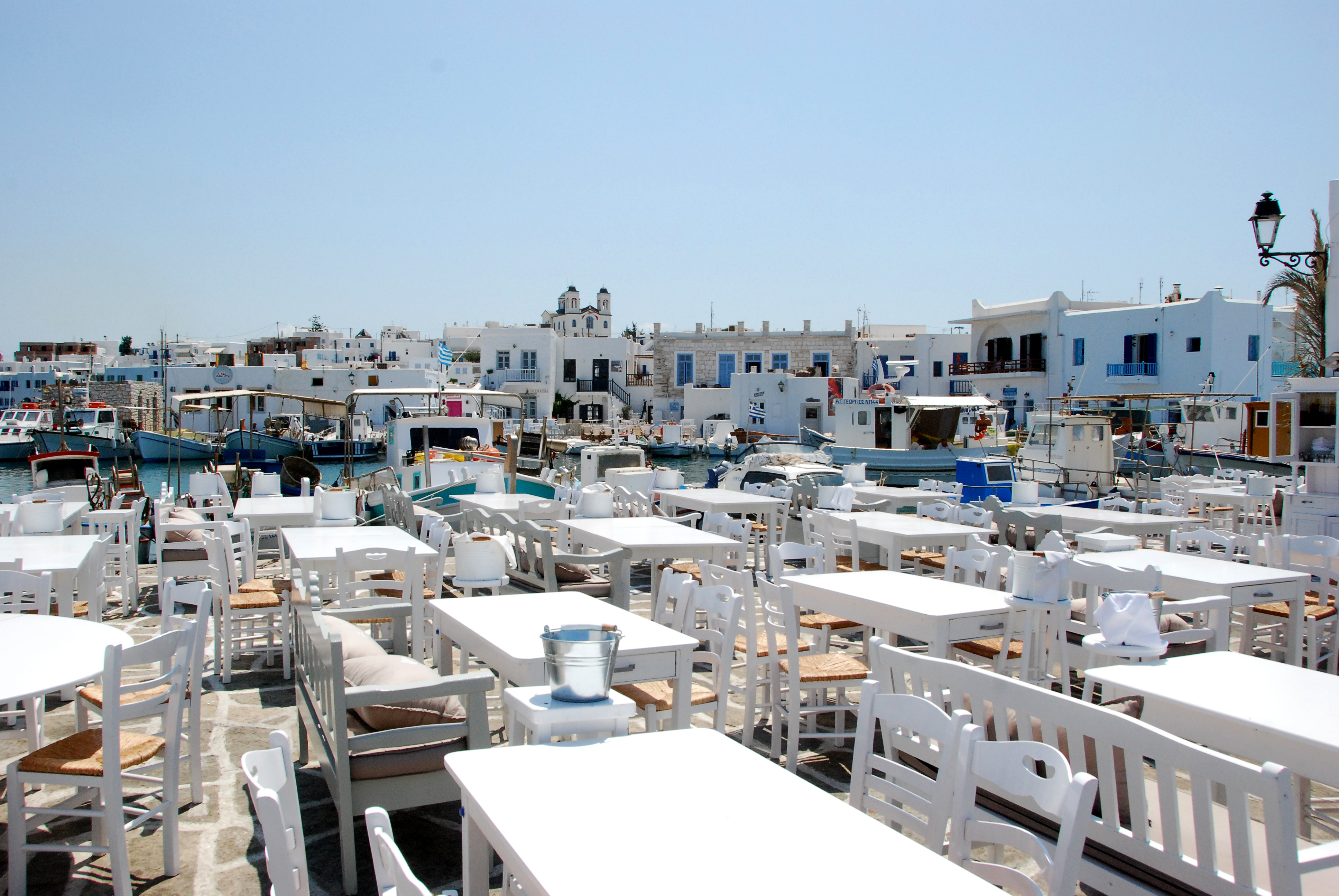
Port de Naoussa

Náoussa (en grec moderne : Νάουσα) est la principale ville touristique au nord de l'île de Paros, dans l'archipel des Cyclades, en Grèce. 
Elle est très fréquentée en été, connue pour son petit port de pêcheurs et sa vie nocturne animée.

## District de Náoussa
Náoussa (2 316 hab.) fait partie du district de Náoussa (3 027 hab.) qui comprend également Ambelás (147 hab.), Kamáres (147 hab.), Kolymbíthres (29 hab.), Lángeri (66 hab.), Livádia (83 hab.), Xifára (63 hab.), Protórgia (54 hab.), les monastères Ághios Andréas (52 hab.), Ághios Antiníos (33 hab.) et Longovárda (37 hab.) et les îlots inhabités d'Aghía Kalí, Ághios Artémios, Gaïdouronísi, Galiátsos, Glaropoúnda, Evriókastro, Mavronísi, Mikronísi, Panteronísi, Tetartonísi, Tigáni, Toúrlos, Filídi et les Phoínisses.